# Les Chants Magnétiques
Les Chants Magnétiques är ett musikalbum av Jean Michel Jarre som gavs ut 1981. Titeln på albumet, som är på franska och betyder ”magnetsångerna”, är också en ordlek som anspelar på homofonen Les Champs Magnétiques, ”magnetfälten”. Albumet är även släppt med den engelska titeln Magnetic Fields, som betyder just ”magnetfält”.
Albumet kom till samtidigt som digitala synthesizrar började bli mer vanligt förekommande. Jarre använder bland annat en Fairlight CMI på albumet.
Les Chants Magnétiques Part 1 användes som vinjettmusik för nöjesprogrammet Skattjakten.

## Låtlista
Alla låtar är skrivna och komponerade av Jean Michel Jarre. 
| Nr | Titel                                              | Längd |
| -- | -------------------------------------------------- | ----- |
| 1. | Les Chants Magnétiques (Part 1)                    | 18:07 |
| 2. | Les Chants Magnétiques (Part 2)                    | 3:50  |
| 3. | Les Chants Magnétiques (Part 3)                    | 4:41  |
| 4. | Les Chants Magnétiques (Part 4)                    | 6:07  |
| 5. | Les Chants Magnétiques (Part 5, La Dernière Rumba) | 3:28  |